# Petre Abrudan
Petre Abrudan (n. 8 iulie 1907, Sutoru, România – d. 18 mai 1979, Cluj-Napoca, România) a fost un pictor român. A realizat portrete, compoziții istorice, naturi statice, pictură monumentală, mozaic și peisaje într-o manieră realistă tradițională ("Sfatul cucoanelor").

## Studiile, debutul și opera
Se formează ca pictor la Școala de Arte frumoase din Cluj (1925-1928, 1930-1932). A debutat în anul 1937 la Salon oficial. 
Petre Abrudan a participat la numeroase expoziții în țară și peste hotare, impunându-se mai ales prin cele 20 de personale deschise între 1932-1970 la Cluj, Zalău, Satu Mare, Baia Mare, București, Bacău, Craiova, Tîrgu Mureș. Maturizarea artistului s-a produs pe un drum plin de statornicie, fără ocolișuri, investigațiile sale urmărind, în egală măsură, culoarea și linia, valoarea și forma.

## Viziunea artistică
Fire meditativă, a scrutat cu intensitate realitatea căutând și reușind să comunice într-un limbaj pictural specific, adevăruri semnificative. Legat prin mii de fire de lumea din care venea, și-a dorit mereu să poată comunica direct cu ea, selectându-și mijloacele, lucid și sensibil, pentru a strucura cu eficiență fiecare imagine pentru a o încărca de sens.
Cruce nouă și La cruce, două lucrări din tinerețe, ne introduc în lumea dramatică a miturilor, dar și a durerilor transilvănene. Compoziția complexă, plină de tensiune, își bazează expresivitatea pe ritmarea fermă a siluetelor și pe soluțiile de culoare echilibrate și directe. Modelate în planuri mari, fețele oamenilor, ca și mâinile ferm desenate, concentrează în ele toate sensurile dramei.
În alte compoziții cum ar fi Muncitor în mină, Catarina, doamna noastră, Noi clădim o țară nouă, evocări ale unor scene de lucru sau ale unor momente ale istoriei, sunt relevabile efectele de masă, cu un dinamism interior, motivat plastic și deci cu adevărat elocvent.
Peisajul transilvan își găsește în Abrudan un rapsod inspirat, preocupat mai ales de exprimarea acestuia în simbolice sinteze monumentale, cu un desen acuzat și funcțional, cu tonuri întunecate și grave, așternute în tușe ample, predilect verticale (Fântânele, Înserare)

## Distincții
- Ordinul „Meritul Cultural” clasa a III-a (1968) „pentru activitate deosebită în domeniul artelor plastice”[2]
- Ordinul „Meritul Cultural” clasa a II-a (1971) „pentru merite deosebite în opera de construire a socialismului, cu prilejul aniversării a 50 de ani de la constituirea Partidului Comunist Român”[3]

## Opere
- Cruce Nouă
- La cruce
- Chemare peste văi și munte
- Fântânele
- Înserare
- Martirii Neamului
- Grădina cu nuci
- La Bîrsana
- Sfatul cucoanelor